# Михеева, Мария Ивановна
Мария Ивановна Михеева (1884—1969) — карельская сказительница, исполнитель эпических песен.

## Биография
Родилась в 1884 году в крестьянской семье в деревне Алаярви (Алозеро) в Кемском уезде Архангельской губернии. Отец — Иван Васильевич Корккиев.
В 18 лет вышла замуж, в семье было пятеро детей. Занималась крестьянством, рыболовством. Во время советско-финской войны 1921 г. уехала в Финляндию, батрачила в помещичьем хозяйстве в губернии Турку. В 1924 г. вернулась обратно, работала в колхозе.
В апреле 1941 г. Мария Ивановна была участницей «Ухтинской конференции сказителей», принимала участие в праздновании 100-летнего юбилея Калевалы (1949), выступала на смотре карельского искусства в Москве (1951).. После освобождения Карелии вернулась на родину и работала в колхозе. Мария Михеева умерла 2 мая 1969 года, похоронена на кладбище в Калевале.
Член Союза писателей СССР с 1952 г.
Награждалась Почётными грамотами Президиума Верховного Совета КАССР.
 

## Наследие
В архиве Института языка, литературы и истории Карельского научного центра РАН хранится более 250 сказок, рун и песен, более 400 пословиц, поговорок и загадок, записанных от сказительницы.
Рассказывать сказки и петь эпические песни начала с детства, фольклорную традицию переняла от бабушки О. Иевлевой и отца И. В. Корккоева (Горкоева).
В 1946 г. фольклорист В. Я. Евсеев записал от неё ряд древних мифологических рун на сюжет «Анни отвергает жениха», «Вяйнямёйни нисходит в утробу Випунена», «Вяйнямёйни освобождает солнце», «Лемминкяйни на пиру в Пяйвёле», «Охота на лося», «Куллерво узнает сестру» и другие.
Часть записанных от М. И. Михеевой рун была опубликована в 1950 г. в книге «Карельские эпические песни», тексты сказок в 1951 г. сборнике Э. С. Тимонен «Карельские народные сказки».
Известны «новины» М. И. Михеевой — «Революция свершилась», «Финская кампания», «Великая Отечественная война», «Юный пионер», «Ленинские заветы», «Сталин и тракторист», «Новое Сампо», «Электропильщики и сплав леса», «Юбилей „Калевалы“ в колхозе».

## Память
Именем М. И. Михеевой названа улица в посёлке Калевала. Дом, в котором жила сказительница, признан памятником архитектуры, в нём находится музей сказительницы.